# ترخان خاتون (زوجة إل أرسلان)
تركان خاتون أو ترخان خاتون كانت عقيلة شاه خوارزم وزوجة الشاه إل أرسلان، ووالدة تكش وسلطان شاه حكام سلالة أنوشتكين.

## النفوذ السياسي
بعد وفاة زوجها، الشاه إل أرسلان بدأ أبناؤه يتقاتلون على من سيخلفه. كان سلطان شاه الابن الأصغر، لكنه كان يُعتبر الوريث الرسمي فوضعته على العرش. وهرب الابن الأكبر تكش، إلى القراخطائيين، وأُعطي جيشًا كبيرًا، وسرعان ما انطلق إلى خوارزم. وقررت هي وابنها الفرار، ونصّب تكش نفسه في خوارزم دون معارضة في كانون الأول 1172 م، لكنها نالت دعم مؤيد الدين أيابا وهو أمير سلجوقي سابق نصّب نفسه في نيسابور منذ انهيار السلطة السلجوقية هناك، وقاد جيشًا إلى خوارزم، لكنه هُزم وأُسر وأُعدم. وجد ابنها في النهاية ملجأً لدى الغوريين، لكن قوات تكش طاردتها وقتلتها.